# Olle Bennström
Sven Olof  ”Olle” Bennström, född 16 maj 1904 i Vikarbyn, Dalarna, död 3 juni 1969 i Västerås var fabrikör och racerförare. Han blev västeråsare 1914 och började sin motorbana i SMK Västerås och hos dåvarande tävlingsbilisten Allan Westerblom.

## De tidiga åren
Innan han blev egen företagare och tävlingsförare arbetade han som reparatör, först åren 1919–1923 hos Västerås bilreparationer, därefter hos Yngve Swenssons. Bennström gifte sig 15 maj 1937 med Astrid Wrange och de fick dottern Ann Charlotte, född 11 oktober 1947. Hon var tidigare dansös på Kungliga Operan, numera bosatt i El Masnou, Katalonien, Spanien.

## Första tävlingen
Den 28 februari 1932 vann Olle Bennström Sveriges vinter-Grand Prix, Rämenloppet, som ingick i Europamästerskapet för Grand Prix-förare, med sin bror Bror Bennström som mekaniker, inför 70 000 åskådare. Den dittills okände västeråsaren, 27 år gammal, väckte enormt uppseende genom att besegra den församlade världseliten.
Bröderna Bennström byggde sin racer på chassit till en A-Ford Deluxe Roadster av standardtyp som hade förbättrats med en trimningssats från Italien.
Racerkarossen tillverkades av aluminium vid Hammarbäcks karosserifabrik i Gubbo-Dalarna, ett stenkast från Grand Prix banan Rämen. Motorn var försedd med dubbla förgasare, toppventillock och borstmagnet för reservtändning.
I bakvagnen var en extra bensintank inmonterad som rymde 130 liter. Den kunde han eller hans medföljande bror koppla på med en eldriven pump när den ordinarie tankens 30 liter hade tagit slut. En handpump fanns dock som reserv.
Bensinresurserna räckte för 400 km oavbruten körning. Den trimmade motorn hade förut gått 600 mil i standardvagn och var därmed ganska bra inkörd och befriad från kärvhet.
Forden kunde prestera 140 km/tim i toppfart. Den hade byggts om 1931 och bröderna hade fått blodad tand som åskådare till första Rämenloppet.
Henry Ford i Detroit blev så begeistrad att han skrev ut en dollarcheck att läggas till Olles segerpremie, för övrigt totalt 20 000 kronor.
I 1933 års Rämenlopp kom Bennström på tredje plats.

## Kraschen i Södra Vram
I ett olycksaligt GP-lopp, Vrams Grand Prix, den 6 augusti 1933 i Södra Vram blev Olle Bennström inblandad i en jättekrasch i S-kurvan strax efter starten. Bilen slog runt, blev liggande på banan, pressades av ekipage bakifrån och stoppades först mot trappan till en stuga. Bensin rann ur, bilen slog eld – så också stugan och gården och Bennström fördes skadad till Helsingborgs lasarett. Han slapp undan med hjärnskakning och sår i nacken men skulle aldrig mer komma att ratta en tävlingsbil. Han blev återställd men drabbades senare av magsår.
Den 29,7 km långa skånska banan kördes 12 varv, publiken uppskattades till 100 000 åskådare och man hade förgäves varnat tävlingsledningen för hårnålskurvan i Södra Vram, varifrån fältet skull vidare genom Billesholm i riktning mot Böketofta.
Att inte startordningen ändrades – så att de utpräglade racerekipagen fick starta först – skapade en riskabel jakt från start in i denna farliga kurva. Jakten slutade med denna jättekrasch mellan ett halvt dussin bilar och krävde stockholmsmekanikern Erik Lafrenz död.

## Kuriosa
- Tävlingsledningens sekreterare vid tävlingen i Södra Vram var en ung flicka som skulle bli berömd i ett annat sammanhang, nämligen Astrid Lindgren.
- Bennströms hem, i stadsdelen Framnäs, Västerås ägs numera av Nicklas Lidström som har rivit byggnaden och byggt nytt.

## Bilfirman
Olle Bennström startade 1934, med ett kapital på 5 000 kr, en bilfirma med försäljning, verkstad och motorrenovering, som till slut skulle sysselsätta 40 personer och omsätta 4 miljoner kronor. I mitten av 1950-talet tog Yngve Swenssons över försäljningen av Ford. Bennström började då sälja och reparera BMC-bilar med märken som Austin Motor Company, Morris och MG med flera fram till augusti 1959 då företaget såldes till Hans Osterman AB vilka bildade Västerås Motor AB. Olle Bennström flyttade då in i grannfastigheten och startade försäljning av bland annat DAF. Bilförsäljningen lades ned 1969 då Olle Bennström avled. Motorrenoveringen, vilken bedrevs på övervåningen i de tidigare verkstadslokalerna, följde inte med när Västerås Motor AB tog över verksamheten 1959 utan drevs vidare av Olle Bennström  och senare av änkan Astrid Bennström innan den såldes 1976. Bennström bedrev även en bilbärgningsrörelse med en specialbyggd Ford bärgningsbil. Västerås Motor AB som förutom BMC även representerade bilmärket Citroën såldes i april 1963 till det nybildade bolaget Ahlén & Collén Bil AB vilket startade verksamheten 1 maj samma år och där en av delägaren var Lennart Ahlén, tidigare försäljningschef på Alvenius i Västerås och bland annat lagledare i Västerås SK:s fotbollslag. Den 1 januari 1965 avyttrades företaget till Erik Gillberg Bil AB.